# Липа (Неготино)
Липа (мкд. Липа) је насеље у Северној Македонији, у средишњем делу државе. Липа је насеље у оквиру општине Неготино.

## Географија
Липа је смештена у средишњем делу Северне Македоније. Од најближег већег града, Кавадараца, насеље је удаљено 30 km источно.
Насеље Липа се налази у историјској области Тиквеш. Село је смештено на западним падинама Конечке планине, на источном ободу Тиквешке котлине. Насеље је положено на приближно 340 метара надморске висине. 
Месна клима је измењена континентална са значајним утицајем Егејског мора (жарка лета).

## Становништво
Липа је према последњем попису из 2002. године била без становника.
Становништво у насељу било је мешовито - састављено од православних Словена и Турака муслимана. Турци, су се већином после Првог светског рата иселили у матицу.
Претежна вероисповест месног становништва био је ислам, а мањинска православље.